# Sotto il nome di Roma
Sotto il nome di Roma (Masters of Rome), pubblicato originariamente in Italia col titolo L'onore di Roma, è un romanzo storico di Robert Fabbri, ed è il quinto capitolo della saga Il destino dell'imperatore, che ha come protagonista Vespasiano. Uscito nel 2014, è stato poi pubblicato in Italia nel 2016.
Il titolo originale, letteralmente "I signori di Roma", è un chiaro riferimento alla presunta influenza che i consiglieri di Claudio (Narciso, Pallante e Callisto) esercitavano sull'imperatore. La trama del romanzo verte essenzialmente sulla caduta dell'imperatrice Messalina e l'ascesa di Agrippina.

## Trama
Anno 45 d. C.
Il legato Flavio Sabino, comandante della XIV Legione, cade in un'imboscata ed è catturato dai temibili druidi della Britannia per mezzo di un traditore; i druidi vogliono usarlo come esca per far cadere in trappola anche suo fratello, Vespasiano, comandante della II Legione Augusta, convinti che il sacrificio umano dei due potrà essere di buon auspicio per la causa dei druidi, del condottiero britannico Carataco e delle tribù che tentano di resistere alla conquista romana dell'Isola. Tuttavia Vespasiano, dopo aver battuto in più occasioni i guerrieri di Carataco con la sua legione, riesce a salvare il fratello.
Dopo altri due anni di dure battaglie, nell'odierna costa della Cornovaglia, e dopo essere sopravvissuto ad altri gravi pericoli, finalmente Vespasiano può congedarsi dall'esercito e ritornare a Roma, dai suoi affetti e dai suoi capi, i liberti dell'imperatore.
A Roma è coinvolto nell'ennesima congiura di palazzo, che porterà ad abbattere un'indegna imperatrice ma solo per sostituirla con un'altra ancora più pericolosa ed ambiziosa. In tutto questo il figlio di Vespasiano, il giovane Tito, essendo grande amico del principe Britannico, sta correndo inconsapevolmente un gravissimo pericolo; il figlio dell'imperatore sarà certamente eliminato da chi intende usurpare il trono e sicuramente gli assassini non esiteranno a colpire anche un innocente pur di raggiungere tale scopo.
Il libro è diviso in un prologo, ambientato nella Britannia nel marzo del 45 d.C., e di cinque parti:
1. Britannia, primavera del 45 d.C.
2. Britannia, settembre del 46 d.C.
3. Roma, giugno del 47 d.C.
4. Roma, autunno del 48 d.C.
5. 1 gennaio del 49 d.C.

## Personaggi
- Vespasiano: protagonista della serie, legato della II Legione Augusta in Britannia.
- Sabino: fratello di Vespasiano. Legato della XIV Legione in Britannia.
- Vespasia: madre dei due protagonisti. Divenuta vedova si trasferisce dal fratello, con suo grande disappunto.
- Gaio Vespasio Pollone: zio materno dei protagonisti, in quanto fratello di Vespasia. Si dispera perché la madre e la moglie di Vespasiano vivono in casa sua e si odiano, coinvolgendolo nelle loro liti domestiche.
- Flavia: moglie di Vespasiano e madre dei suoi figli, Tito (futuro imperatore) e Flavia minore. In questo romanzo si rivela inconsapevolmente una pedina importante per la deposizione di Messalina.
- Magno: capo della Fratellanza dei Crocevia, amico e alleato di Vespasiano. In questo romanzo perde un occhio combattendo in Britannia.
- Corbulone: generale e politico romano, amico di Vespasiano. Con Magno ha rapporti decisamente conflittuali.
- Cenis: Amante di Vespasiano.
- Pallade: fedele liberto di Claudio, dopo essere stato al servizio di sua madre Antonia. Diventa segretario imperiale insieme a Narciso e Callisto, e i tre influenzano notevolmente le politiche del nuovo imperatore. Contribuisce alla fine di Messalina e favorisce l'ascesa di Agrippina, anche perché i due hanno una relazione.
- Narciso: liberto di Claudio, segretario imperiale. Contribuisce alla fine di Messalina ma cerca di osteggiare Agrippina.
- Callisto: liberto di Claudio, segretario imperiale.
- Claudio: sebbene apparentemente idiota, inetto e balbuziente, è Imperator di Roma. La moglie Messalina trama da anni contro di lui. Sposerà poi la nipote Agrippina e ne adotterà il figlio Nerone, segnando in questo modo il principio della fine del suo regno.
- Messalina: è la bellissima, intrigante e pericolosa imperatrice di Roma, moglie di Claudio, che da anni cospira per esautorarlo e governate come reggente per il figlio ed erede al trono, Britannico. Scoperte le sue tresche amorose e politiche, l'imperatore la costringerà al suicidio.
- Agrippina: nipote di Claudio. Artefice della caduta di Messalina, diventerà nuova imperatrice col supporto di Pallade, suo amante. Nemica di Vespasiano e della sua famiglia.
- Nerone: figlio di Agrippina, pro nipote e figlio adottivo di Claudio. Da questo romanzo in poi ricoprirà un ruolo sempre più importante nella politica di Roma.
- Aulo Plauzio: generale e politico romano, che già aveva fatto una breve apparizione nel secondo romanzo al tempo della caduta di Seiano. Comanda l'armata d'invasione romana in Britannia, quindi è superiore di Vespasiano e Sabino, e diventa il primo governatore romano dell'isola. Pur non condividendo appieno i progetti dell'imperatore e dei suoi segretari, li realizza perché è fedele a Roma.
- Carataco: re dei Catuvellauni, condottiero britannico, guida la resistenza contro i romani. Combatte in più occasioni contro Vespasiano e, pur sconfitto, non viene mai catturato dai romani.
- Alieno / Verica: principe dei britanni ed inizialmente tribuno dell'esercito romano nella prima fase dell'invasione, diventa poi ostile a Roma e abbraccia la causa dei druidi non volendo accettare che il trono degli Atrebati sia passato al cugino Cogidubno. Con il suo aiuto Sabino viene catturato. Si scontra spesso coi i protagonisti, ma alla fine è sempre battuto, e viene infine ucciso dai suoi stessi compagni druidi in quanto si era sempre comportato da opportunista e traditore.
- Cogidubno: principe britanno, nipote di re Verica e cugino di Alieno, combatte la Legione di Vespasiano sull'Isola di Wight, salvo poi arrendersi poco dopo. I romani lo riconosceranno come re degli Atrebati alla morte del nonno e questi combatterà al fianco dei romani contro Carataco (che odia per motivi personali). Stringe amicizia con Vespasiano e gli salverà anche la vita in più occasioni. Suo cugino tenterà invano di usurpargli la corona.

## Edizioni
- Robert Fabbri, L'onore di Roma, traduzione di Rosa Prencipe, Newton Compton, 4 febbraio 2016,  p. 412, ISBN 978-88-541-8720-7.

- Robert Fabbri, Sotto il nome di Roma, traduzione di Rosa Prencipe, n. 329, Gli Insuperabili, Newton Compton, 31 agosto 2017,  p. 412, ISBN 978-88-541-8720-7.